# Telmo
Telmo  è un nome proprio di persona italiano maschile.

## Varianti
- Femminili: Telma[1]

### Varianti in altre lingue
- Catalano: Telm[2]
- Galiziano: Telmo[2]
- Portoghese: Telmo[3]
  - Femminili: Telma[3]
- Spagnolo: Telmo[3][2]
  - Femminili: Telma[3]

## Origine e diffusione
L'origine del nome, di scarsa diffusione in Italia, è dubbia; si tratta forse di una forma aferetica del nome Antelmo, oppure di una lettura errata del nome di sant'Elmo, percepito come "san Telmo" (si veda Elmo); la forma femminile può in parte rappresentare un adattamento del nome inglese Thelma.
In lingua spagnola e portoghese, il nome viene scelto spesso per onorare san Pedro González, un sacerdote spagnolo del XIII secolo, che era soprannominato "Telmo".

## Onomastico
Date le origini, l'onomastico può essere festeggiato il 14 aprile in ricordo di san Pedro Telmo, oppure il 2 giugno in memoria di sant'Elmo.

## Persone

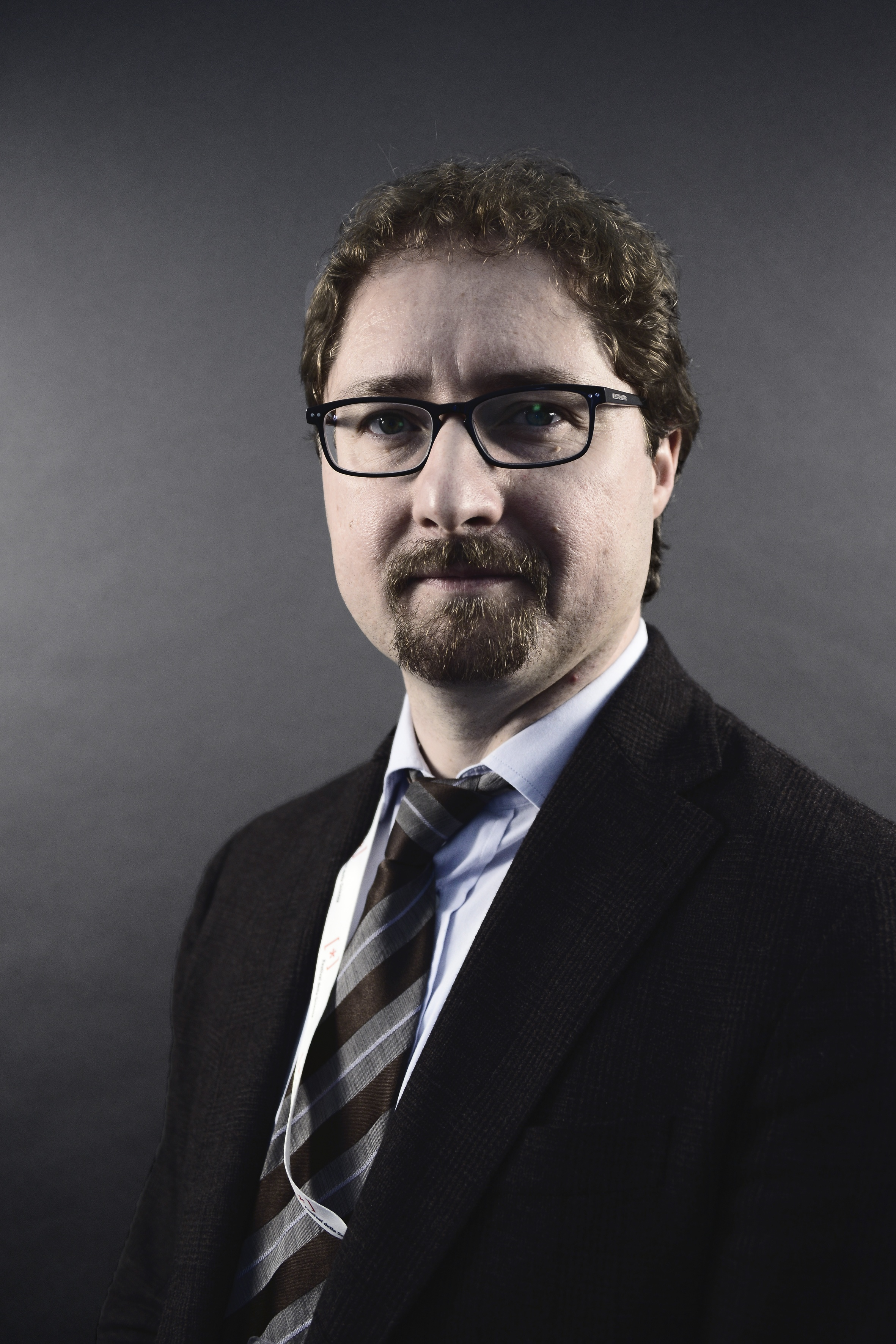
Telmo Pievani

- Telmo Arcanjo, calciatore capoverdiano
- Telmo Pievani, filosofo, accademico ed evoluzionista italiano
- Telmo Pinto, hockeista su pista portoghese
- Telmo Zarra, calciatore spagnolo

### Variante femminile Telma
- Telma Monteiro, judoka portoghese